# 武将山虎太郎
武将山 虎太郎（ぶしょうざん こたろう、1995年12月6日 - ）は、茨城県水戸市出身で藤島部屋所属の現役大相撲力士。本名は藤原 虎太郎（ふじわら こたろう）。身長171.0cm、体重180.0kg、血液型はAB型。最高位は東前頭12枚目（2024年9月場所）。趣味は読書、好物はオムライス。

## 来歴

### 入門前
小学校2年次に、武双山（18代藤島）の父の尾曽正士が主宰する「水戸尾曽相撲道場」で相撲を始めた。小学校4年次に武双山の引退相撲で稽古をつけてもらっている。そのようなことから当時より「大きくなったら武双山の弟子になりたい」と夢を持っていた。小学校6年次に全日本小学生相撲優勝大会で3位になるなど、小学生時代から全国大会に出場していた。中学校卒業後は埼玉栄高校に進学し、2年次に全国高等学校相撲選抜大会で団体優勝、相撲部主将を務めた3年次に全国高等学校総合体育大会相撲競技大会で団体優勝と個人5位を経験している。

### 入門後
埼玉栄高校在学中の2013年12月19日に、18代藤島が師匠の藤島部屋に入門することが発表され、虎太郎の四股名で2014年1月場所で初土俵を踏んだ。初土俵同期には逸ノ城、剣翔、貴健斗らがいる。序ノ口、序二段は1場所で、三段目は2場所で通過し、同年11月場所で幕下に昇進した。2015年7月場所で7戦全敗を喫して翌9月場所で三段目に陥落したが1場所で幕下に復帰し、2016年1月場所では幕下の優勝決定戦に進んでいる。2018年5月場所から武将山に改名し、2019年7月場所では初めて幕下1ケタ台の番付を経験した。翌9月場所は蜂窩織炎を発症したため2番相撲から5番相撲まで入門以来初めての休場となった。2020年は3月場所を除く4場所で勝ち越し（5月場所が中止になったため、5場所のみの開催だった）、2021年1月場所では東幕下2枚目まで番付を上げた。この場所は3連勝でスタートするも、その後3連敗で3勝3敗となり、最後の7番目の相撲で十両の竜虎に勝利して勝ち越しを決めた。場所後に行われた番付編成会議で3月場所での新十両昇進が決定した。18代藤島が師匠を務める現在の藤島部屋からは初の子飼いの関取。十両昇進の要因として、部屋の弟弟子の鈴木と切磋琢磨したことを挙げていた。新十両昇進会見で師匠の藤島は「そんな甘い世界じゃない。（出世の）早い遅いは何とも思っていない」とコメント。同場所は7勝8敗と負け越したが翌5月場所の番付は据え置かれ、十両に残留した。そこから4場所連続で勝ち越しを決めて2022年1月場所は勝ち越せば新入幕が見える西十両筆頭まで番付を上げるが、2勝13敗と十両上位の壁に阻まれた。2023年1月場所は西十両筆頭で9勝6敗と勝ち越し、翌3月場所には新入幕を果たした。師匠の藤島が旧武蔵川部屋を継承し藤島部屋を創設して以降、2011年11月場所の剣武輝希以来2人目の新入幕、初土俵が現藤島部屋の力士としては初の入幕となった。また茨城県出身としては2020年11月場所の天空海翔馬以来戦後14人目の新入幕である。新入幕会見では「（新入幕を目指してやってきたので）素直にうれしいです。9年目?早いとか遅いとかは関係ない。力を付けて上がれたのが良かった。圧力負けしなくなった。自分の押し相撲が少しは通用するようになったのかなと思います」と新入幕までの歩みを振り返り、師匠の藤島も「前から（幕内に上がれる）力はあった。ここ一番の局面で勝てるかどうかだけだった。器用な力士ではない。相手に圧力をかけられるかどうか。そういう意味ではジワジワと力は付いている」と愛弟子を評価した。しかし新入幕の場所は3日目に王鵬を押し出しで破り初白星を挙げた後3連敗、7日目からの3連勝で4勝5敗と盛り返したものの10日目から5連敗し5勝10敗、1場所で十両陥落となる。1場所で7月場所再入幕を果たすも今度は4日目から5連敗、12日目から4連敗など3勝12敗で再び1場所で十両陥落。その後十両で2場所連続勝ち越し2024年1月場所で3度目の幕内となり、7日目時点で4勝3敗と幕内昇進後初の白星先行となったものの、中日から千秋楽まで8連敗し4勝11敗で3度目の入幕も1場所で十両陥落となる。3、5月と2場所連続で勝ち越し4度目の入幕となった7月場所、14日目佐田の海に勝ち4度目の入幕にして初の勝ち越しを決める。自己最高位の東前頭12枚目で迎えた9月場所、5日目までで4勝1敗の好成績だったものの6日目から千秋楽まで10連敗で4勝11敗、十両陥落もあり得る成績に終わるも、他力士の成績との兼ね合いで11月場所は幕尻の西前頭17枚目に残留となる。11月場所は7日目から手足口病により休場し、12日目から再出場したが3勝8敗4休に終わる。
2025年1月場所、西十両7枚目となるが、右太腿肉離れで初日から休場、同場所全休で、3月場所は25場所ぶりの幕下陥落となる東幕下5枚目で、同場所も初日から休場。西幕下45枚目に番付を下げた同年5月場所で復帰したが、2勝5敗と負け越した。

## 取り口
新十両昇進会見の際に師匠の藤島は引き癖を指摘し、体格を活かした押し相撲に徹するべきだと注文を付けた。2021年3月場所初日の錦木戦では、立合いの攻めを躱されて突き押しが通じずに相手に体を寄せられるなど実力差を見せ付けられ、取組後は「全然ダメでした。当たりもないし、攻められて後手後手だった」と反省していた。新入幕時点では「組んだら三段目」と呼ばれるほど愚直な押し相撲一辺倒である。

## エピソード

### 相撲関連
- 2014年1月場所から2018年3月場所までは、四股名を本名の下の名に由来する「虎太郎」としていた。四股名の下の名の「正道」は、水戸尾曽相撲道場を主催し藤島の父親でもある尾曽正士と、埼玉栄高校相撲部監督の山田道紀から1字ずつ貰ったものである[16]。
- 2018年5月場所から改名した四股名の「武将山」は、同年3月場所後に藤島から新しい四股名の候補があるか尋ねられた際に「昔からの力士らしい四股名」を希望して名付けてもらったものである[17]。
- 同学年で同期入門の貴健斗をライバル視しており、2014年3月場所8日目の水田（貴健斗の当時の四股名）戦で勝利した後には「水田は鳥取城北の主将でしたから、同じ主将として、一番意識していて、負けたくなかった」とコメントしている[16]。
- 2020年11月場所の勢戦で初めて十両の土俵に上がった。初めての大銀杏に「最初は違和感があったけど、相撲は気にせず取れました。チャレンジャーのつもりでいきました」、「鈴木の存在が大きい。負けたくない。一緒に頑張りたいです。」と語った[18]。
- 弟・竜平も元アマチュア相撲選手で、明治大学相撲部の主将を務めた[19][20]。

## 主な成績
2025年7月場所終了現在
- 通算成績：330勝309敗29休（69場所）
- 幕内成績：27勝59敗4休（6場所）

### 場所別成績
| | 一月場所 初場所（東京） | 三月場所 春場所（大阪） | 五月場所 夏場所（東京） | 七月場所 名古屋場所（愛知） | 九月場所 秋場所（東京） | 十一月場所 九州場所（福岡） |
| --- | ----------------------- | ----------------------- | ----------------------- | --------------------------- | ----------------------- | --------------------------- |
| 2014年 （平成26年） | （前相撲）              | 西序ノ口15枚目 6–1      | 東序二段25枚目 5–2      | 東三段目87枚目 6–1          | 東三段目27枚目 6–1      | 西幕下45枚目 4–3            |
| 2015年 （平成27年） | 西幕下36枚目 3–4        | 東幕下45枚目 3–4        | 西幕下55枚目 4–3        | 西幕下45枚目 0–7            | 西三段目20枚目 5–2      | 西幕下56枚目 4–3            |
| 2016年 （平成28年） | 東幕下47枚目 6–1        | 東幕下20枚目 4–3        | 西幕下14枚目 3–4        | 西幕下19枚目 3–4            | 西幕下28枚目 4–3        | 東幕下23枚目 3–4            |
| 2017年 （平成29年） | 東幕下29枚目 4–3        | 西幕下25枚目 4–3        | 西幕下19枚目 4–3        | 西幕下15枚目 2–5            | 東幕下30枚目 4–3        | 西幕下24枚目 4–3            |
| 2018年 （平成30年） | 東幕下19枚目 3–4        | 東幕下26枚目 1–6        | 東幕下56枚目 4–3        | 東幕下46枚目 5–2            | 西幕下29枚目 5–2        | 東幕下19枚目 4–3            |
| 2019年 （平成31年 /令和元年） | 東幕下15枚目 3–4        | 東幕下21枚目 4–3        | 西幕下15枚目 5–2        | 東幕下9枚目 3–4             | 東幕下13枚目 1–3–3      | 東幕下35枚目 5–2            |
| 2020年 （令和2年） | 西幕下23枚目 4–3        | 東幕下18枚目 3–4        | 感染症拡大 により中止   | 西幕下22枚目 5–2            | 西幕下10枚目 5–2        | 東幕下4枚目 4–3             |
| 2021年 （令和3年） | 東幕下2枚目 4–3         | 東十両14枚目 7–8        | 東十両14枚目 10–5       | 東十両8枚目 8–7             | 西十両5枚目 8–7         | 西十両3枚目 8–7             |
| 2022年 （令和4年） | 西十両筆頭 2–13         | 西十両9枚目 6–9         | 西十両10枚目 9–6        | 西十両6枚目 8–7             | 西十両4枚目 8–7         | 西十両2枚目 8–7             |
| 2023年 （令和5年） | 西十両筆頭 9–6          | 西前頭14枚目 5–10       | 東十両3枚目 10–5        | 西前頭16枚目 3–12           | 西十両5枚目 9–6         | 東十両2枚目 10–5            |
| 2024年 （令和6年） | 西前頭16枚目 4–11       | 東十両5枚目 9–6         | 東十両2枚目 9–6         | 西前頭16枚目 8–7            | 東前頭12枚目 4–11       | 西前頭17枚目 3–8–4          |
| 2025年 （令和7年） | 西十両7枚目 休場 0–0–15 | 東幕下5枚目 休場 0–0–7  | 西幕下45枚目 2–5        | 西三段目2枚目 4–3           | x                       | x                           |
| 各欄の数字は、「勝ち-負け-休場」を示す。 優勝 引退 休場 十両 幕下 三賞：敢=敢闘賞、殊=殊勲賞、技=技能賞 その他：★=金星 番付階級：幕内 - 十両 - 幕下 - 三段目 - 序二段 - 序ノ口 幕内序列：横綱 - 大関 - 関脇 - 小結 - 前頭（「#数字」は各位内の序列） |                         |                         |                         |                             |                         |                             |

## 合い口
2025年7月場所終了現在
（以下は最高位が横綱・大関の現役力士）
- 大関・大の里には1敗。
- 元大関・髙安には1敗。
- 元大関・正代には1敗。

### 幕内対戦成績
| 力士名 | 勝数 | 負数 | 力士名 | 勝数 | 負数 | 力士名   | 勝数 | 負数 | 力士名   | 勝数 | 負数 |
| ------ | ---- | ---- | ------ | ---- | ---- | -------- | ---- | ---- | -------- | ---- | ---- |
| 碧山   | 1    | 2    | 朝紅龍 | 0    | 1    | 東龍     | 1    | 0    | 一山本   | 1    | 1    |
| 遠藤   | 0    | 2    | 欧勝馬 | 0    | 1    | 阿武剋   | 0    | 2    | 阿武咲   | 0    | 1    |
| 王鵬   | 1    | 2    | 大の里 | 0    | 1    | 輝       | 1    | 2    | 北の若   | 1    | 0    |
| 金峰山 | 1    | 1    | 琴勝峰 | 0    | 1    | 佐田の海 | 1    | 3    | 獅司     | 0    | 1    |
| 島津海 | 0    | 1    | 正代   | 0    | 1    | 湘南乃海 | 0    | 2    | 白熊     | 0    | 1    |
| 大翔鵬 | 1    | 1    | 隆の勝 | 0    | 1    | 髙安     | 0    | 1    | 宝富士   | 3    | 2    |
| 尊富士 | 0    | 1    | 玉鷲   | 1    | 1    | 美ノ海   | 1    | 2    | 千代翔馬 | 1    | 0    |
| 剣翔   | 1    | 2    | 友風   | 1    | 0    | 錦木     | 0    | 2    | 錦富士   | 2    | 1    |
| 伯桜鵬 | 0    | 1    | 平戸海 | 0    | 2    | 北青鵬   | 0    | 1    | 北勝富士 | 2    | 1    |
| 水戸龍 | 0    | 1    | 翠富士 | 0    | 2    | 妙義龍   | 1    | 1    | 竜電     | 2    | 1    |
| 狼雅   | 1    | 0    | 若隆景 | 0    | 1    |          |      |      |          |      |      |

## 改名歴
- 虎太郎 正道（こたろう まさみち）2014年1月場所 - 2018年3月場所
- 武将山 虎太郎（ぶしょうざん こたろう）2018年5月場所 -